# Stavešinci
Stavešinci je naselje u slovenskoj Općini Gornjoj Radgoni. Stavešinci se nalazi u pokrajini Štajerskoj i statističkoj regiji Pomurju. 

## Stanovništvo
Prema popisu stanovništva iz 2002. godine naselje je imalo 93 stanovnika.